# 卡奥尔什-圣尼古拉
卡奥尔什-圣尼古拉（法語：Caorches-Saint-Nicolas，法語發音：[kaɔʁʃ sɛ̃ nikɔla]）是法国厄尔省的一个市镇，属于贝尔奈区。该市镇于1972年由原市镇卡奥尔什（Caorches）和圣尼古拉迪博拉贝（Saint-Nicolas-du-Bosc-l'Abbé）合并而成。

## 地理
卡奥尔什-圣尼古拉（49°4'37"N, 0°32'44"E）面积11.78 平方千米，位于法国诺曼底大区厄尔省，该省份为法国北部内陆省份，北起滨海塞纳省，西接奧恩省和卡爾瓦多斯省，南至厄尔-卢瓦省，东临瓦兹省、瓦兹河谷省和伊夫林省。
与卡奥尔什-圣尼古拉接壤的市镇（或旧市镇、城区）包括：貝爾奈、格朗康、普兰维尔、乌什地区特雷桑、圣马丹迪蒂约勒、圣维克托-德克雷蒂安维尔。
卡奥尔什-圣尼古拉的时区为UTC+01:00、UTC+02:00（夏令时）。

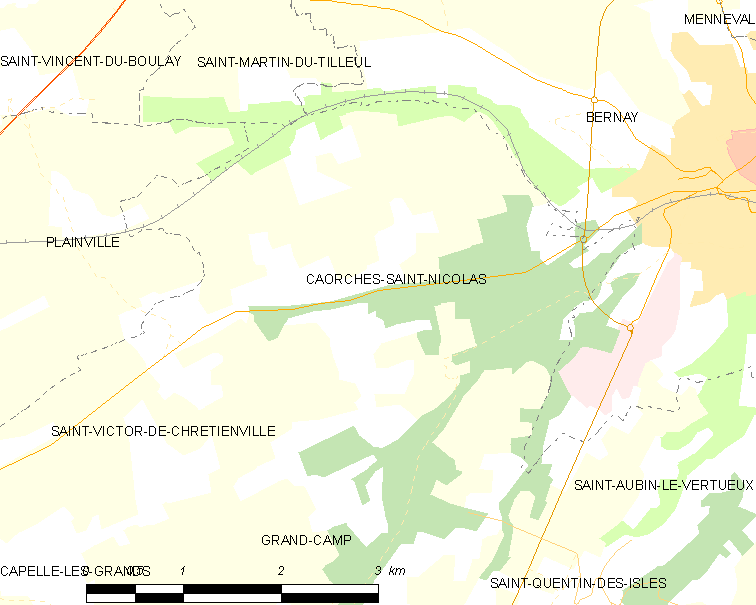
卡奥尔什-圣尼古拉的OSM定位图

## 行政
卡奥尔什-圣尼古拉的邮政编码为27300，INSEE市镇编码为27129。

## 政治
卡奥尔什-圣尼古拉所属的省级选区为贝尔奈县。

## 人口

1962-2008年间卡奥尔什-圣尼古拉人口变化图示

卡奥尔什-圣尼古拉于2022年1月1日时的人口数量为603人。